# HD 3574
HD 3574，又名BD+48 192，SAO 36550、HR 164，是一颗恒星，视星等为5.43，位于銀經120.88，銀緯-13.47，其B1900.0坐标为赤經0h 33m 38s，赤緯+48° -13.47′ 18″。